# Pokret (likovna umjetnost)
Pokret u likovnoj umjetnosti označuje iluziju ili stvarni osjećaj kretanja u umjetničkome djelu. Može se postići korištenjem različitih likovnih elemenata poput linija, oblika, boja, tekstura i prostora. Pokret može biti dinamičan ili statičan te se može osjećati kao prirodan tok ili kao nagla promjena položaja ili energije.
U umjetnosti pokret se rabi kako bi se stvorila osjećajna i vizualna dubina, ritam ili naglasak unutar djela. Može potaknuti promatrača da proživi određenu atmosferu ili doživi specifičnu emocionalnu reakciju.